# Eulepidotis crocoptera
Eulepidotis crocoptera là một loài bướm đêm trong họ Erebidae.